# Léon Rhabdouque
Léon Rhabdouque (grec moderne : Λέων Ῥαβδοῦχος; fl. 917) est un noble et diplomate byzantin.

## Biographie
Léon semble être un parent de la dynastie macédonienne au pouvoir, ainsi que le beau-frère du célèbre diplomate Léon Choirosphaktès. En 917, il est gouverneur (stratège) du thème de Dyrrachium, et est envoyé auprès du souverain serbe, Petar Gojniković (r. 892-917), afin de convaincre ce dernier d'attaquer Siméon Ier de Bulgarie (r. 893-927), avec qui les Byzantins sont en guerre. Léon réussit dans sa mission, mais l'attaque serbe échoue et Petar est fait prisonnier. D'après le De Administrando Imperio de l'empereur Constantin VII Porphyrogénète (r. 913-959), il est également connu que Léon est par la suite promu de son rang de protospathaire à celui de magister officiorum, et qu'il devient Logothète du Drome (ministre des affaires étrangères).